# کیوکو هاسه‌گاوا
کیوکو هاسه‌گاوا (انگلیسی: Kyōko Hasegawa؛ زادهٔ ۲۲ ژوئیهٔ ۱۹۷۸) بازیگر، شخصیت‌های تلویزیونی در ژاپن، و مدل (شخص) اهل ژاپن است. وی از سال ۱۹۹۶ میلادی تاکنون مشغول فعالیت بوده‌است.
از فیلم‌ها یا برنامه‌های تلویزیونی که وی در آن نقش داشته‌است می‌توان به زن، شمشیر امپراتور اشاره کرد.